# 紀元前221年
紀元前221年（きげんぜん221ねん）は、ローマ暦の年である。
当時は、「アシナとルフス/レピドゥスが共和政ローマ執政官に就任した年」として知られていた（もしくは、それほど使われてはいないが、ローマ建国紀元535年）。紀年法として西暦（キリスト紀元）がヨーロッパで広く普及した中世時代初期以降、この年は紀元前221年と表記されるのが一般的となった。

## 他の紀年法
- 干支 : 庚辰
- 日本
  - 皇紀440年
  - 孝霊天皇70年
- 中国
  - 秦 - 始皇26年
  - 斉 - 斉王建44年
- 朝鮮 :
- ベトナム :
- 仏滅紀元 : 326年
- ユダヤ暦 :

## できごと

### カルタゴ
- カルタゴの将軍ハスドルバルが、ヒスパニアの植民地を増やすための遠征中に、ケルト人によって暗殺される。ハスドルバルの暗殺の後、カルタゴの将軍ハミルカル・バルカの息子ハンニバルは、司令官として軍に推挙され、カルタゴ政府から承認を受ける。
- ハンニバルはカルタゴのヒスパニアの支配を強固にするため、直ちに動き始める。彼はヒスパニアの王女Imilceと結婚すると、ヒスパニアの様々な部族の征服を始める。オルカデス族（英語版）と戦い、その首都アルタイアを占領する。北西のウァカエイ族（英語版）を平定し、基地であるカルタゴ・ノウァ(カルタゴのヒスパニア植民地の首都、現在のカルタヘナ)に港を築く。タグス川一帯のカルペタニ（英語版）族に赫々たる勝利を収める。

### エジプト
- エジプト・プトレマイオス朝では、プトレマイオス3世が死に、プトレマイオス4世が即位する。ソシビオス（英語版）がプトレマイオス4世によって大宰相となり、全ての国務を指示して、瞬く間に若き王に大きな影響を持つようになった。
- ソシビオスの讒言により、 プトレマイオス4世は次々におじのリュシマコスや弟のマガス（英語版）や母のベレニケ2世を殺害する。
- スパルタ王クレオメネス3世は、エジプトに亡命していたが、プトレマイオス4世は陰謀を疑い彼を軟禁する。

### セレウコス朝
- メディア総督（サトラップ）のモロン（英語版）と兄弟でペルシス総督のアレクサンドロス（英語版）は、主に宰相ヘルメイアス（英語版）への憎しみを理由に、アンティオコス3世に反乱を起こす。モロンはチグリス川東部にあるセレウキアの領地の支配者になることが可能になる。アンティオコス3世の軍は、彼が川を越えようとする試みを防ぐ。 アンティオコスの将軍であるクセノエテス（英語版）がモロンに対し大軍とともに派遣されるが、モロン軍の奇襲にあって、全軍が崩壊し、クセノエテスは殺される。モロンはチグリス川を渡り、自らをチグリス川沿岸のセレウキアと全バビロニアとメソポタミアの支配者とする。

### ギリシア
- アンティゴノス3世がイリュリアの諸都市との戦闘中に死に、若き従兄弟のピリッポス5世がマケドニア王位を継ぐ。

### 共和政ローマ
- ガイウス・フラミニウスが、ローマの2番目の競馬場であるフラミニウス競技場（英語版）を建設する。

### 中国
- 秦の将軍王賁は李信・蒙恬と共に斉を攻め、斉都の臨淄を包囲する。斉王建は后勝の言に従い無抵抗なまま降服する。秦は斉を滅ぼし秦王政は中国統一を果たす。戦国時代が終焉する。秦魏の戦い（中国語版）
- 政が中国史上初めて皇帝を名乗り、約2000年続く中国の絶対君主制を開始する。政は後世に始皇帝と称される。
- 始皇帝は中央集権を採用して郡県制を全国に施行する。天下を三十六の郡に分け、郡に守、尉、監を置く。
- 秦は天下の武器を咸陽に集め、溶かして鐘と十二金人を作る。重さはそれぞれ千石あり、宮廷の中に置く。度量衡を統一する。天下の富豪十二万戸を咸陽に移住させる。
- 中国の青銅器時代が終わる（おおよその年代）。

## 死去
- プトレマイオス3世、プトレマイオス朝第3代国王
- ベレニケ2世、プトレマイオス3世の后
- アンティゴノス3世、アンティゴノス朝マケドニアの王（* 紀元前263年）
- ハスドルバル、カルタゴの将軍
- ルキウス・カエキリウス・メテッルス、共和政ローマの執政官（* 紀元前290年）